# Catanduanes
Catanduanes é um província de  classe de renda da terceira província (d) na região Região de Bicol (Região V), nas Filipinas. De acordo com o censo de 1 de maio  de  2020 possui uma população de 271 879 pessoas e 53 482 domicílios. 
A sua capital é Virac.

## Subdivisões
Municípios
- Bagamanoc
- Baras
- Bato
- Caramoran
- Gigmoto
- Pandan
- Panganiban
- San Andres
- San Miguel
- Viga
- Virac